# Jovair Arantes
Jovair de Oliveira Arantes (Buriti Alegre, 4 de junho de 1951) é um político brasileiro filiado ao Republicanos que serviu como secretário municipal de Governo de Goiânia, entre 2023 e 2024, foi também deputado federal por Goiás por 6 mandatos consecutivos e durante esse tempo parlamentar, foi o relator do Impeachment de Dilma Rousseff.

## Biografia
Cirurgião-dentista formado pela Faculdade de Odontologia João Prudente de Anápolis, atual UniEvangélica, iniciou sua vida pública ao se filiar ao PMDB em 1983, sendo eleito em 1988 vereador por Goiânia. Em 1989 foi um dos fundadores do PSDB em Goiás.
Em 1990 elegeu-se deputado estadual e, dois anos depois, elegeu-se vice-prefeito de Goiânia, na chapa encabeçada pelo petista Darci Accorsi. Renunciou ao cargo para candidatar-se (e eleger-se) a deputado federal, em 1994. Seria reeleito por mais quatro vezes seguidas.
Em 2003 retirou-se do PSDB, filiando-se ao PTB, partido pelo qual se credenciou como líder no Congresso Nacional por várias vezes. É presidente do Conselho Deliberativo do Atlético Goianiense. Foi alvo de ação civil pública por improbidade administrativa na Justiça Federal. Teve duas contas de campanha reprovadas pelo TRE-GO e pelo Tribunal Superior Eleitoral (TSE).
Foi reeleito deputado federal em 2014, para a 55.ª legislatura (2015-2019). Em 2016 foi o relator do Processo de impeachment de Dilma Rousseff.
Com a cassação do então Presidente da Câmara, deputado Eduardo Cunha (PMDB-RJ) em julho de 2016, ensaiou uma possível candidatura ao comando da casa. Acabou retirando sua candidatura para apoiar o deputado Rogério Rosso (PSD-DF), nome de consenso dentro do chamado Centrão. Rosso acabou derrotado pelo democrata Rodrigo Maia (RJ), que assume até fevereiro de 2017.
Foi favorável à PEC do Teto dos Gastos Públicos. Em janeiro de 2017, anunciou sua candidatura ao comando da Câmara para o biênio 2017/2018, obtendo 105 votos, e sendo derrotado pelo então presidente, Rodrigo Maia. Em abril do mesmo ano votou a favor da Reforma Trabalhista.  Em agosto de 2017 votou contra o processo em que se pedia abertura de investigação do então Presidente Michel Temer, ajudando a arquivar a denúncia do Ministério Público Federal.
Foi candidato à reeleição ao cargo de deputado federal nas Eleições estaduais em Goiás em 2018, mas não foi reeleito.